# Dançando (canção de Ivete Sangalo)
"Dançando" é uma canção da cantora brasileira de axé music Ivete Sangalo, que faz parte de seu sétimo álbum de estúdio e décimo disco de trabalho, Real Fantasia (2012), sendo o segundo single oficial do álbum. A canção, composta por Filipe Escandurras, Márcio Victor e Tierry Coringa, foi executada pela primeira vez como premiere na rádio Tudo FM em 5 de dezembro de 2012 e lançada oficialmente em 16 de janeiro de 2013, escolhida para ser trabalhada no verão como tema Carnaval de daquele ano. A segunda versão, que conta com a participação da cantora colombiana Shakira, foi lançada em 30 de janeiro.

## Antecedentes
Em agosto de 2012, foi anunciado que Ivete Sangalo iria gravar uma música do cantor do Psirico, Márcio Victor, em seu próximo álbum de estúdio, Real Fantasia. Segundo a colunista Telma Alvarenga do jornal Correio da Bahia, Ivete gravou uma música do amigo composta em parceria com Filipe Escandurras e Tierry Coringa. Segundo a nota, o líder do Psirico já estaria, inclusive, gravando a parte percussiva da canção, que se chama inicialmente "Dançando". Logo após, foi anunciado que a música faria parte do álbum.

## Divulgação
Em 7 de novembro a canção ganhou sua primeira apresentação na televisão no programa Domingão do Faustão, junto com outras seis canções do disco. Em 7 de novembro foi a fez do talk show Agora é Tarde, de Danilo Gentili, onde Ivete passou por uma entrevista e finalizou cantando "Dead Skin Mask", da banda de rock progressivl Slayer. Ivete interpretou a faixa no programa Caldeirão do Huck em 10 de novembro, onde falou sobre o videoclipe da canção, que não traria a participação de Shakira, contrariando assim os boatos. Na ocasião a cantora também apresentou o primeiro single, "No Brilho Desse Olhar". No dia seguinte, 11 de novembro a canção também foi apresentada no programa Eliana, da apresentadora com mesmo nome. Em 17 de novembro Ivete esteve no programa Legendários, de Marcos Mion, interpretando também várias outras canções do disco Já em 22 de novembro esteve no Programa do Jô para a divulgação da canção Em 24 de novembro foi a vez do programa TV Xuxa receber uma apresentação da canção.
A cantora ainda gravou o programa O Melhor do Brasil, com Rodrigo Faro, para o especial do dia 22 de dezembro, interpretando a faixa junto com "Easy". Finalizando a maratona de divulgação da canção do ano de 2012 Ivete apresentou-a no tradicional Show da Virada. Além disso Ivete também gravou a canção para o Muito Mais, programa de Adriane Galisteu que foi canceldo e teve o vídeo nunca divulgado, e para o Programa Raul Gil, que não foi exibido em 2012.

## Versão com Shakira
Ivete também gravou um dueto com a cantora colombiana Shakira, na faixa "Dançando". A música, ao estilo zouk, foi o fruto de uma amizade entre as duas cantoras. Definida por Ivete como "queridaça", a cantora colombiana conheceu a baiana em uma viagem pela Europa e já havia proposto uma parceria entre as duas. Na coletiva de imprensa, Ivete comentou mais sobre a parceria:
| “ | Shakira é uma querida. Nos conhecemos muito tempo atrás, nos festivais da Europa. Ela é louca pelo Brasil e tinha muita curiosidade pelo nosso País. Estávamos em Portugal e queríamos fazer algo juntas. Então, ela me chamou para cantar no Rock in Rio. Shakira tem essa coisa doce de amizade, de relação boa. Se não tivesse tido esse encontro musical, teria esse encontro de pessoas, de mulheres. | ” |

Contudo, o dueto não integra o álbum na versão física, pelo fato da autorização para a comercialização da gravação não ter chegado em tempo hábil para a inserção do dueto na edição física do disco. Uma vez autorizada, a gravação foi utilizada pela Universal Music como "faixa bônus" na versão digital do álbum, disponibilizada apenas no iTunes.
| “ | Somos de gravadoras diferentes e tem todo aquele trâmite. Temos que respeitar as gravadoras. Mas falamos: “Vamos gravar. A gente grava e depois faz uma pressão”. Gravei e fiquei quietinha e deixei o povo resolver. Era um segredinho. | ” |

## Recepção
A canção recebeu críticas mistas. Yhuru Nukui do Vestiário foi positivo, dizendo que "A música tem composição simples, um arranjo bem latino, e promete fazer os amantes do carnaval dançarem até o sol raiar. Se a colombiana cantasse em espanhol, a música até poderia ser lançada na América Latina – quiçá, pros lados da Europa e América do Norte – mas ela arrasa só no português e deve ficar aqui pelo Brasil mesmo."
Deivson Prescóvia do Audiograma disse que a canção "decepciona," apontando que "A letra é fraca e sem sentido (Mamãe vai fazer, papei vai fazer/Dançando, dançando, dançando/Dan, dan, dan, dan, dan, dançando)," comparando-a a músicas de É o Tchan!. Mesmo assim, ele elogiou a melodia da canção, dizendo que ela "deve ser louvada pelo simples fato de não termos os (malditos) timbau e afins, mostrando bem uma das características mais marcantes de Real Fantasia: canções chicletes."

## Vídeo musical
Em 28 de novembro de 2012 Ivete anunciou que gravaria o vídeo da canção ao vivo dois dias depois, em 30 de novembro durante a estreia da turnê Real Fantasia Na ocasião a cantora também declarou que a canção traria uma coreografia originalmente criada para a faixa, trazendo de volta este artifício famoso no início de sua carreira Especulava-se que Ivete gravaria um videoclipe em estúdio para a versão com Shakira da canção, porém logo foi desmentido pela cantora durante o programa Caldeirão do Huck.

## Faixas e formatos
| Download digital |                                           |                                                    |          |  |
| N.º              | Título                                    | Compositor(es)                                     | Duração  |  |
| 1.               | "Dançando"                                | Filipe Escandurras, Márcio Victor e Tierry Coringa | 3:50     |  |
| 2.               | "No Brilho Desse Olhar" (Versão acústica) | Dan Kambaiah, Davi Salles                          | 3:41     |  |
| Duração total:   | Duração total:                            | Duração total:                                     | 7:31 min |  |

| Versão com Shakira |                                            |                                                    |         |  |
| N.º                | Título                                     | Compositor(es)                                     | Duração |  |
| 1.                 | "Dançando" (com a participação de Shakira) | Filipe Escandurras, Márcio Victor e Tierry Coringa | 3:48    |  |
| Duração total:     | Duração total:                             | Duração total:                                     | 3:48    |  |

## Uso na mídia
"Dançando" foi a primeira canção brasileira a fazer parte do jogo Just Dance, desenvolvido pela Ubisoft, estando presente na quinta edição do lançamento, Just Dance 2014.

## Desempenho nas tabelas

### Paradas
| Paradas (2012/2013)                                   | Melhor posição |
| ----------------------------------------------------- | -------------- |
| Brasil (Billboard Brasil Hot 100 Airplay)             | 16             |
| Brasil (Billboard Brasil Regional Recife Hot Songs)   | 1              |
| Brasil (Billboard Brasil Regional Salvador Hot Songs) | 1              |

## Histórico de lançamento
| País   | Data                  | Formato                            |
| ------ | --------------------- | ---------------------------------- |
| Brasil | 16 de janeiro de 2013 | Airplay download digital streaming |
| Brasil | 30 de janeiro de 2013 | Airplay (versão com Shakira)       |